# 基底細胞癌
基底細胞癌（きていさいぼうがん、英語: basal cell carcinoma）は、重層扁平上皮（特に皮膚の表皮）から生じる病変の組織型のひとつである。多くの医学者はその名のとおり悪性腫瘍（ただし低悪性度のもの）であると考えている。
皮膚以外の器官の重層扁平上皮から生じる同様の腫瘍は、類基底細胞癌（basaloid cell carcinoma）と呼ばれることがある。

## 皮膚の基底細胞癌
皮膚癌のうち発生頻度は最も高い。基底細胞の増殖によって形成されるが、転移は稀である。このため癌ではなく良性腫瘍であると考え、基底細胞上皮腫（basal cell epithelioma）と呼ぶ医学者もいる。それどころか、新生物でさえなく一種の過誤腫と考える医学者もいる。一方、稀ではあるが、進行が止まらない極端な悪性の場合も報告されている。起源を表皮の基底細胞でなく発生初期の毛芽に近いものと考え、悪性毛芽細胞腫 (malignant trichoblastoma) と呼ぶ者 もいる。
メラノサイトからメラニンを受け取る性質があるため、表面は黒くなっている。これが同じ扁平上皮より生じる有棘細胞癌との明らかな違いである。有色人種では黒色であるが、白人では皮膚と同じ色の腫瘍を呈するので注意が必要である。好発部位は顔面、特に鼻である。黒い故に悪性黒色腫かと思って医療機関を訪れる患者が多い。なお、皮膚にできる黒い腫瘍には、基底細胞癌と悪性黒色腫のほかにも、母斑細胞性母斑や脂漏性角化症がある。基底細胞癌が進行すると中央部が潰瘍化する。

## 食道の類基底細胞癌
食道の類基底細胞癌は食道に発生する基底細胞に似た特徴を有する癌と定義され、組織の種々の染色態度より、類基底細胞扁平上皮癌型、腺腫のう腫癌型、小細胞癌型などがある。最初の類基底細胞扁平上皮癌型と腺腫のう腫癌型は激烈に (agressive) 進行し予後不良といわれているが、ある報告によると類基底細胞扁平上皮癌型の5症例は、手術後全例3年以上経過しているが生存している。

## 病理
基底細胞に類似した核細胞質比の高い腫瘍細胞の胞巣、柱、帯、索からなる皮膚悪性腫瘍。胞巣の最外周の細胞は、あたかも正常重層扁平上皮の基底細胞を模倣するように、周囲の組織との境界面に直交して並んでいる。これを「柵状配列」という。腫瘍と基底膜との境界に半接着斑ヘミデスモゾームが欠如するため、しばしば腫瘍と間質の間に人工的裂隙が認められる。
WHO分類(2006)では以下のようなvariants が記載されている。
- Superficial BCC
- Nodular BCC
- Micronodular BCC
- Infiltrating BCC
- Fibroepithelial BCC
- BCC with adnexal differentiation
- Basosquamous carcinoma
- Keratotic BCC
- Other variants

## 治療
原則として手術で腫瘍を摘出する。転移はほとんど起こらないため、完全に摘出されれば予後は良好である。ただし、手術痕が広範囲に及ぶ場合は、形成外科的に皮膚の再建を行う必要がある。

## 文献
1. ↑  Shima I, Kakegawa T, Yamana H, Fujita H, Uhi T, Morimatsu M. Clinicopathologic studies on esophageal carcinoma with basaloid features. Nippon Kyobu Geka Gakkai Zasshi. 1993 Oct;41(10):2067-74.
2. ↑  Philip E. LeBoit et al. Pathology and Genetics Skin Tumors ISBN 9283224140